# Ліпняк-Майорат
Ліпняк-Майорат (пол. Lipniak-Majorat) — село в Польщі, у гміні Длуґосьодло Вишковського повіту Мазовецького воєводства.
Населення — 55 осіб (2011).
У 1975—1998 роках село належало до Остроленцького воєводства.

## Демографія
Демографічна структура станом на 31 березня 2011 року:
|          | Загалом | Допрацездатний вік | Працездатний вік | Постпрацездатний вік |
| -------- | ------- | ------------------ | ---------------- | -------------------- |
| Чоловіки | 27      | 3                  | 19               | 5                    |
| Жінки    | 28      | 6                  | 15               | 7                    |
| Разом    | 55      | 9                  | 34               | 12                   |